# Beit Einun
Beit Einun, també Bayt 'Anun (àrab: بيت عينون, Bayt ʿAynūn), és una vila palestina de la governació d'Hebron, a Cisjordània, situada 5 kilòmetres al nord-est d'Hebron. Segons l'Oficina Central Palestina d'Estadístiques tenia 2.389 habitants el 2016.
L'exèrcit israelià té un important bloc de carreteres a la cruïlla Beit Einun. Després de l'escalada de la violència a partir d'octubre de 2015, ha estat un focus d'atac contra soldats per joves palestins. Els atacants solen ser assassinats. En les dues primeres setmanes de 2016, hi va haver tres incidents separats en els quals quatre joves atacants palestins van ser assassinats, cap soldat va resultar ferit.

## Geografia
Beit Einun es troba al a vall d'Anun, al fons d'un turó de la regió de Judea, formant el començament d'una fèrtil plana cultivada amb vinyes i cereals. Hi ha terrasses als vessants més alts del turó per evitar l'erosió. Aquests petits camps separats es planten amb vinyes de raïm i tomàquet, pruners i ametllers. Limita amb les localitats de Sa'ir i ash-Shuyukh al nord-est, Halhul al nord-oest, Beit Kahil a l'oest i Ras Abu Risha al sud-est.

## Demografia
La població de Beit Einun va baixar dràsticament després de la Guerra dels Sis Dies el 1967, de 4.967 a només uns pocs centenars de residents. La majoria dels habitants van marxar a Jordània. En el cens de 1997 de l'Oficina Central Palestina d'Estadístiques (PCBS), Beit Einun tenia 1.748, dels quals 906 eren homes i 842 dones. Els refugiats palestins constitueixen el 15,6% dels habitants. En 2004, Beit Einun tenia 2.277 habitants, augmentant a 2.439 en 2006 segons estimacions de la PCBS. Tanmateix, el cens de 2007 revelava que Beit Einun tenia 1,809 habitants.

## Història
Beit Einun es troba a l'emplaçament de la bíbl Beth-anoth. El lloc era poblat durant el domini romà d'Orient de Palestina, i s'hi ha trobar ceràmica del període. Tres esglésies van ser construïdes prop del centre de la ciutat en algun moment entre els segles V i VI. La construcció de la paret indica la reconstrucció de l'església en el període de les Croades. Les excavacions han revelat un pis de mosaic a la sala principal de l'església des de l'època romana d'Orient. Forma part d'un edifici complex on es van trobar quarts de vida i magatzems, així com cisternes d'aigua. Altres restes d'aquest període són dues cisternes d'aigua, dues premses de vi i diversos tombes.
Beit 'Einun és mencionada en la dedicació del Waqf donat pel profeta de l'islam Muhammad a Tamim al-Dari, un sahaba («company»). S'ha trobat a la vila molts edificis islàmics amb estructura de pedra. Segons Al-Muqaddasi, Beit Einun era coneguda a l'Orient Mitjà durant el Califat Abbàssida, per produir panses d'alta qualitat anomenades aynuní pel nom del poble (Bayt Aynun).

### Època otomana
El poble va ser incorporat a l'Imperi Otomà en 1517 amb tota Palestina, i el 1596 Beit Einun va aparèixer en els registres tributaris otomans a la nàhiya de Halil del liwà d'al-Quds. Tenia una població de 18 llars musulmanes i pagava impostos sobre blat, ordi, vinyes, fruiters, ingressos ocasionals, cabres i/o abelles.
En juliol de 1863 l'explorador francès Victor Guérin va visitar el lloc, anomenat Khirbet Beit A´noun. Va inspeccionar les ruïnes i les va datar d'època romana d'Orient.
En 1883 el Survey of Western Palestine (SWP) del Fons per a l'Exploració de Palestina hi va trobar «murs, fonaments i un embassament. Hi ha una font a la desembocadura, i al sud una petita capella en ruïnes; en queden les parets i els pilars, això es diu "el Keniseh". Restes d'una torre amb una gran maçoneria escollida, que mesura 82 peus al nord i al sud per 72 peus a l'est i a l'oest. Les pedres són en alguns casos 6 peus de llarg i 3 peus d'alçada.»

### Època moderna
Després de la Guerra araboisraeliana de 1948 i els acords d'armistici de 1949, Beit Einun va quedar sota un règim d'ocupació jordana. Des de la Guerra dels Sis Dies en 1967, Beit Einun ha romàs sota ocupació israeliana.